# Hartline
Hartline – miasto w Stanach Zjednoczonych, w stanie Waszyngton, w hrabstwie Grant.